# Babra
Babra (łac. Diocesis Babrensis) – stolica historycznej diecezji w Cesarstwie Rzymskim w prowincji Numidia zlikwidowana w VII w. podczas ekspansji islamskiej, współcześnie w północnej Algierii. Obecnie katolickie biskupstwo tytularne. 

## Biskupi tytularni
| Lp. | Biskup                           | Funkcja                                       | Od                   | Do               |
| --- | -------------------------------- | --------------------------------------------- | -------------------- | ---------------- |
| 1   | Giustino Pastorino               | wikariusz apostolski Bengazi (Libia)          | 11 stycznia 1965     | 26 kwietnia 2005 |
| 2   | Barry Wood                       | biskup pomocniczy Durbanu (Południowa Afryka) | 10 października 2005 | 2 maja 2017      |
| 3   | Antônio de Assis Ribeiro         | biskup pomocniczy Belém (Brazylia)            | 28 czerwca 2017      | 18 grudnia 2024  |
| 4   | Miguel Ángel Contreras Llajaruna | biskup pomocniczy Callao (Peru)               | 15 maja 2025         |                  |